# 부산잔교역
부산잔교역(Busanjangyo station, 釜山棧橋驛)은 부산광역시 중구에 위치했던 경부선의 역이었다. 경부선의 종착역인 부산역에서 선로를 연장하여 지금의 부산 제 1부두에 설치한 잔교까지 연결되었으며, 일제강점기 당시 운항하였던 부관연락선과의 연계를 목적으로 설치되었고, 부관연락선을 통해 산요 본선과 도카이도 본선을 거쳐 도쿄역까지 이어지는 개념이었기 때문에 일제강점기 경부선은 서울역 방면이 하행이었다. 일부 열차가 이 역에서 시•종착을 하였으며 해방 이후 폐역되었다.

## 역사
- 1913년 4월 1일 : 개업.[1]
- 1945년 8월 15일 : 운행 중단과 동시에 폐지.